# سیمون میلر چه کسی است؟
سیمون میلر چه کسی است؟ (انگلیسی: Who Is Simon Miller?) یک فیلم تلویزیونی به کارگردانی پائولو بارزمن محصول شبکه ان‌بی‌سی در سال ۲۰۱۱ میلادی است.